# Túnel de Cobatillas
El túnel de Cobatillas es un túnel carretero monotubo situado en la provincia de Teruel (Aragón, España).

## Descripción
Se concibió para dar continuidad a la A-1403, evitando el paso por el casco urbano de Cobatillas, ahorrando 550 metros de recorrido y evitando dos peligrosas curvas de 90 grados.
Tiene una longitud de 141 metros y un carril para cada sentido de la circulación. Es relativamente moderno y su estado de funcionamiento y conservación es óptimo.